# Mercy-Klasse
Die Mercy-Klasse besteht aus zwei Hospitalschiffen der United States Navy, die vom Military Sealift Command betrieben werden und dort zur Naval Fleet Auxiliary Force (NFAF) gehören. Sie dienen dazu, weltweit in Küstennähe eine umfassende Versorgung von kranken und verwundeten US-Soldaten zu gewährleisten. Die Schiffe werden jedoch auch bei humanitären Aktionen eingesetzt. Die Mercy ist in San Diego stationiert und operiert hauptsächlich im Pazifik und im Indischen Ozean. Die Comfort ist in Norfolk stationiert und operiert hauptsächlich in der Karibik and Lateinamerika. 

## Ausrüstung

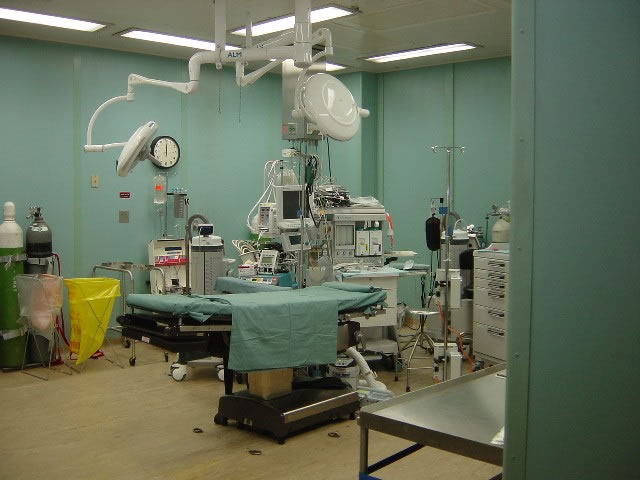
Operationsraum an Bord der USNS Mercy

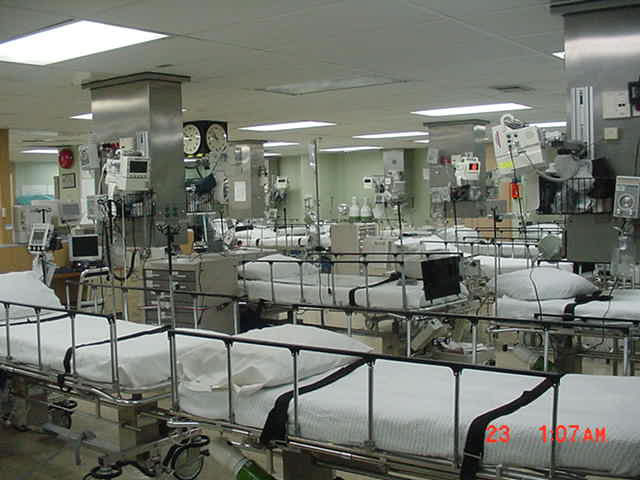
Intensivpflegeraum an Bord der USNS Mercy

Die Schiffe verfügen über eine Kapazität von 1.000 Krankenbetten, davon 80 in der Intensivpflege. Zwölf voll ausgestattete Operationssäle, Notaufnahme, modernste Radiologieeinrichtungen wie CT und MRT, Apotheke, Leichenhalle, Labors sowie Therapieeinrichtungen, Zahnarztpraxen und Augenoptiker stehen ebenso zur Verfügung. Darüber hinaus besitzen sie zwei Anlagen zur Herstellung von klinisch reinem Sauerstoff. Die Besatzung setzt sich aus 63 Offizieren und 258 Matrosen zusammen. Das medizinische Personal an Bord während Einsätzen beläuft sich auf 956. Eine große Hubschrauberplattform erlaubt das Landen von Helikoptern jeden Typs. Es können aber auch Verletzte durch Boote zugeführt werden.

## Geschichte

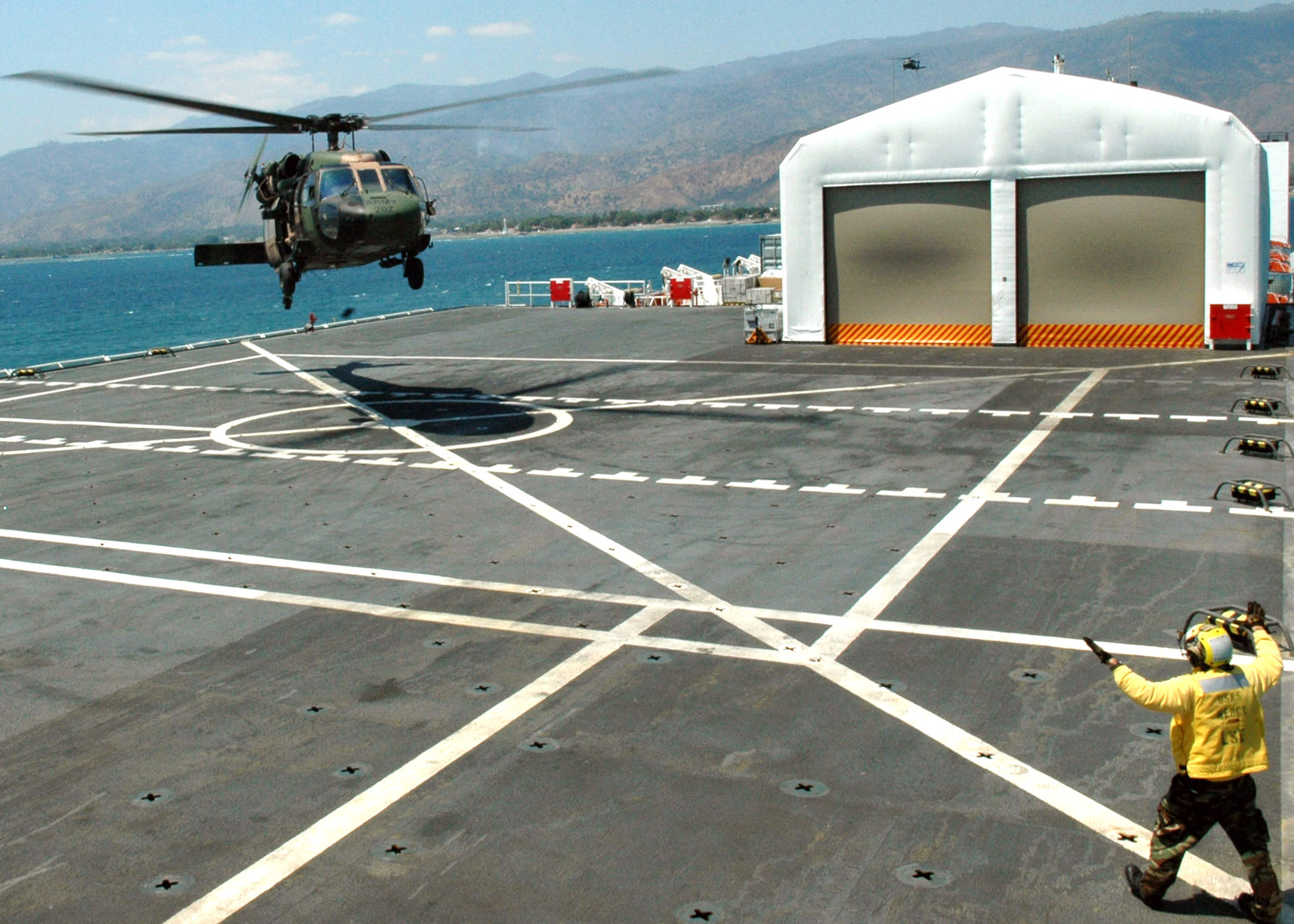
Ein australischer Hubschrauber landet auf dem Lazarettschiff USNS Mercy vor der Stadt Dili

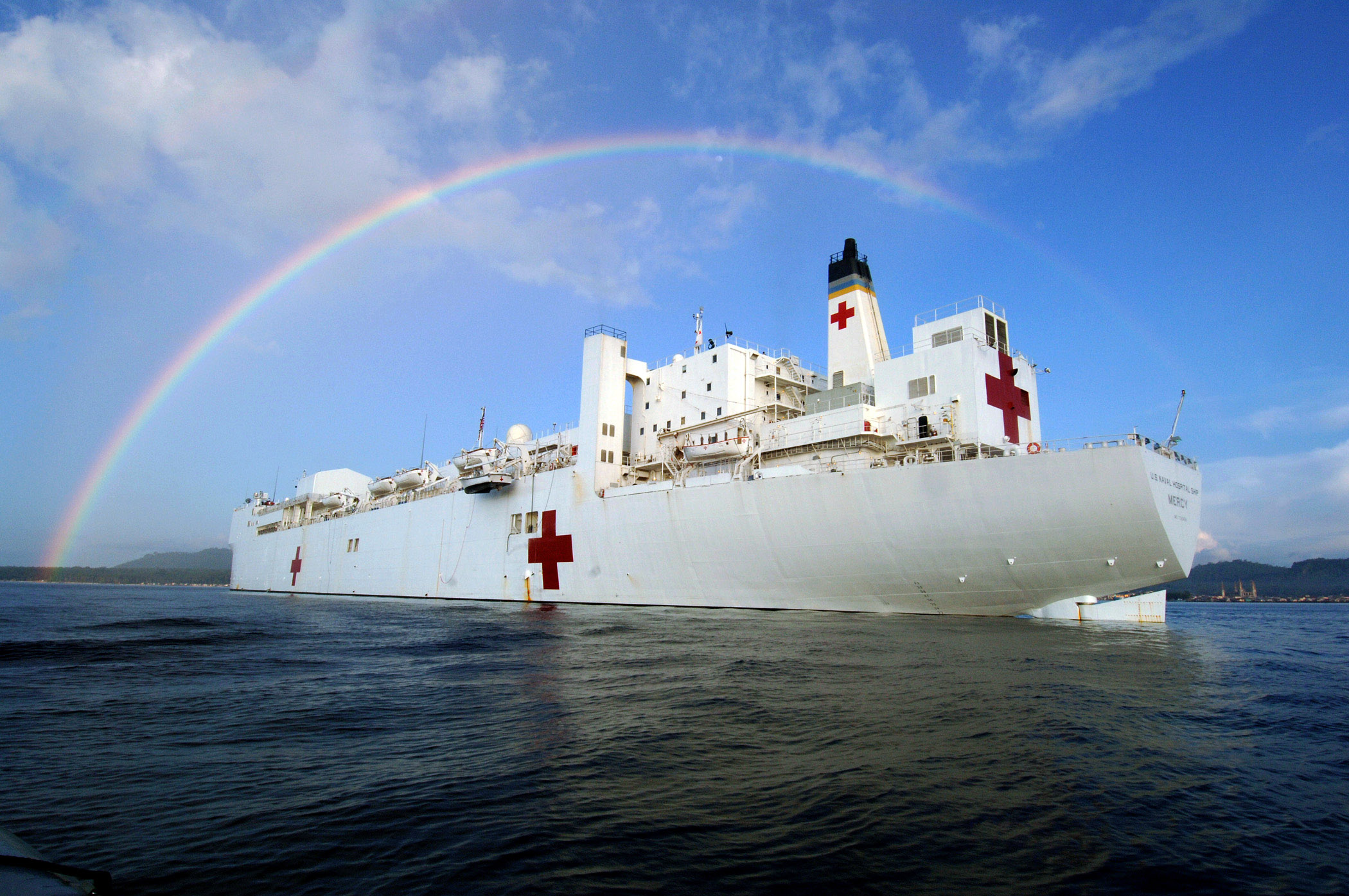
Die USNS Mercy vor Jolo

Während der Operationen Desert Shield und Desert Storm kamen sie vor der Küste Saudi-Arabiens zu ihrem ersten Einsatz im Ernstfall. Mehrere hundert Soldaten wurden behandelt und rund 300 Operationen durchgeführt.
Neben zahlreichen Großmanövern werden die Schiffe auch regelmäßig bei humanitären Katastrophen eingesetzt, so z. B. die Mercy nach dem Seebeben im Indischen Ozean 2004 oder die Comfort im Golf von Mexiko nach der Verwüstung durch Hurrikan Katrina. Die Comfort kam unmittelbar nach dem verheerenden Erdbeben am 12. Januar 2010 in Haiti zum Einsatz. Beide Schiffe wurden im März 2020 zur Ergänzung der Krankenhausversorgung während der COVID-19-Pandemie aktiviert. Die Mercy wurde nach Los Angeles, die Comfort nach New York entsandt. Ziel war hier die Unterstützung bei der Versorgung von nicht an COVID-19 erkrankten Personen.

## Technik
Die Verdrängung beträgt 70.473 Tonnen (69.360 ts). Das Schiff ist 272,6 m lang, bei einer Breite von 32,3 m und einem Tiefgang von 10 m. Der Antrieb erfolgt über zwei General-Electric-Dampfturbinen mit insgesamt 24.500 PS auf eine Welle. Die Höchstgeschwindigkeit der Schiffe beträgt 17,5 Knoten.

## Schiffsliste
| Nummer  | Name         |  | neue Nutzung ab   | Flotte | Heimathafen   | Rufzeichen | IMO-Nummer |
| T-AH 19 | USNS Mercy   |  | 19. Dezember 1986 | NFAF   | San Diego, CA | NMER       | 7390454    |
| T-AH 20 | USNS Comfort |  | 30. November 1987 | NFAF   | Baltimore, MD | NCOM       | 7390478    |